# Calliscarta fasciatus
Calliscarta fasciatus är en insektsart som beskrevs av Henry Fairfield Osborn 1929. Calliscarta fasciatus ingår i släktet Calliscarta och familjen dvärgstritar. Inga underarter finns listade i Catalogue of Life.